# シチジン二リン酸
シチジン二リン酸（シチジンにリンさん、英: Cytidine diphosphate, CDP）は、シチジンヌクレオシドのピロリン酸エステルである。すなわち、CDPはピロリン酸基、五炭糖のリボースそして核酸塩基のシトシンから構成される。